# Эффельсбергский радиотелескоп
Эффельсбергский радиотелескоп принадлежит Радиоастрономическому институту Макса Планка.
Построен в 1972 году. Расположен в 1,3 км севернее деревни Эффельсберг возле города Бад-Мюнстерайфель в Германии. Диаметр зеркала 100 метров.
Телескоп в течение 29 лет был крупнейшим в мире, пока не был построен радиотелескоп Грин-Бэнк с эллиптическим зеркалом размером по осям 100×110 м.

Информационные таблички
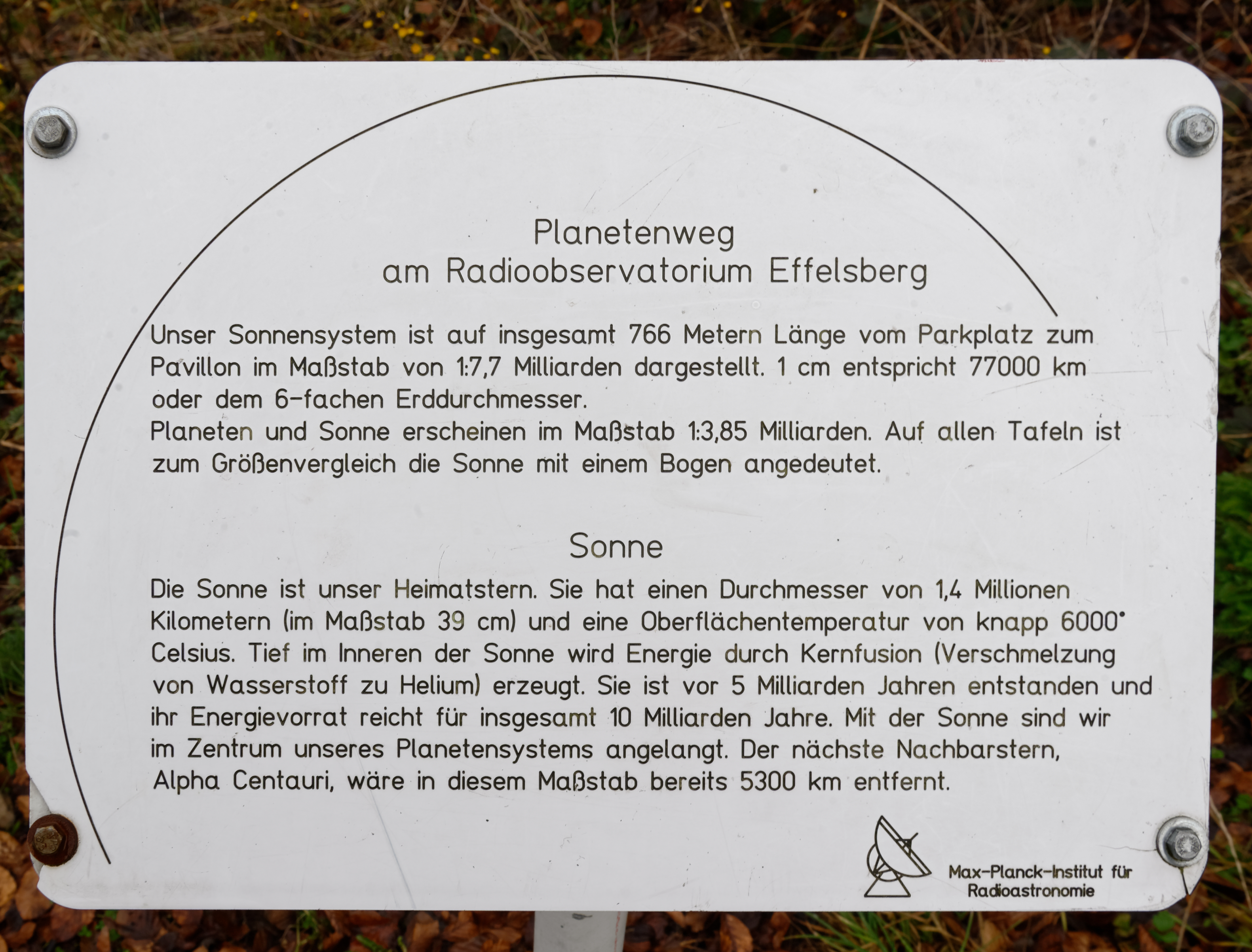
Солнце
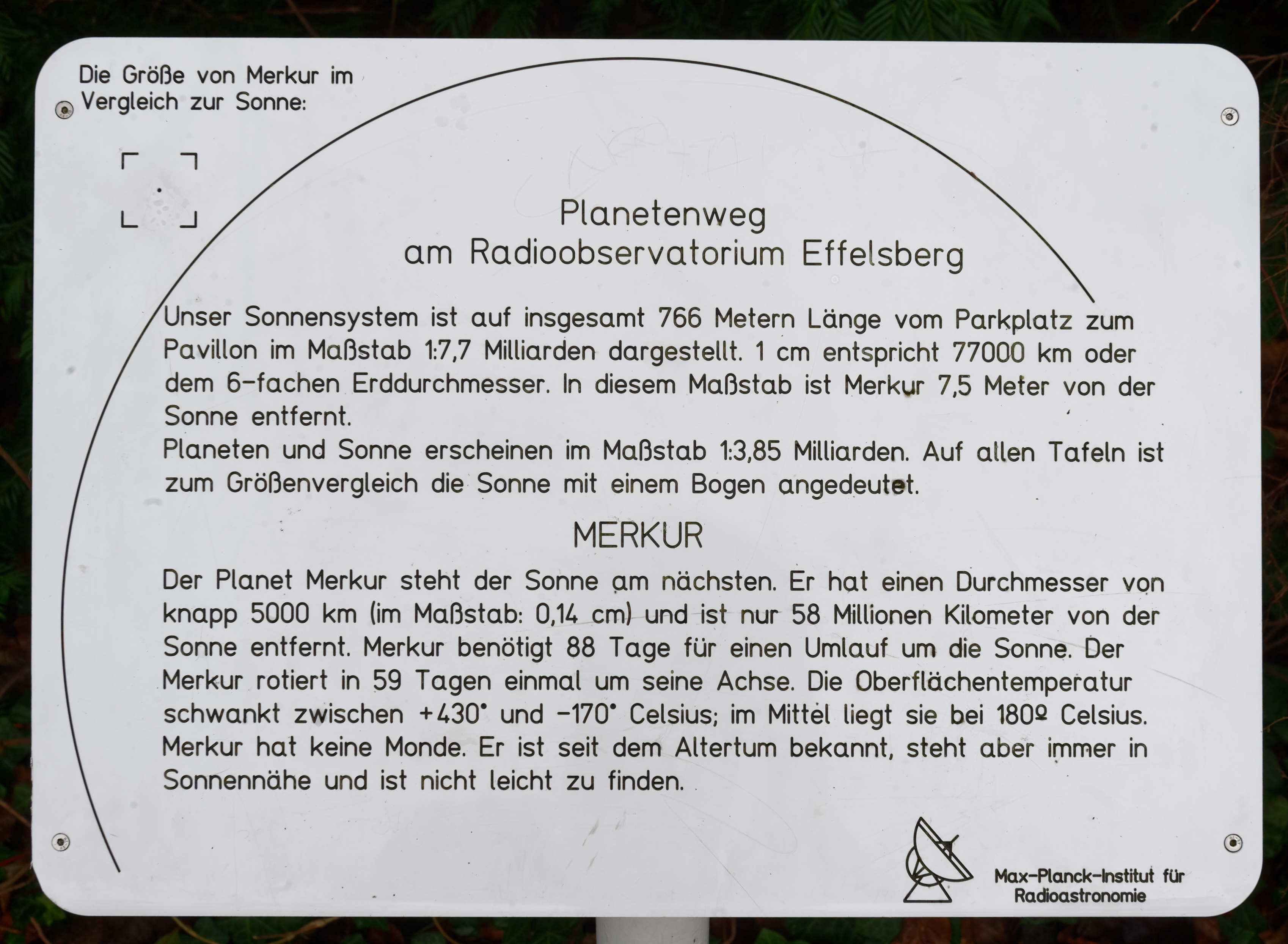
Меркурий
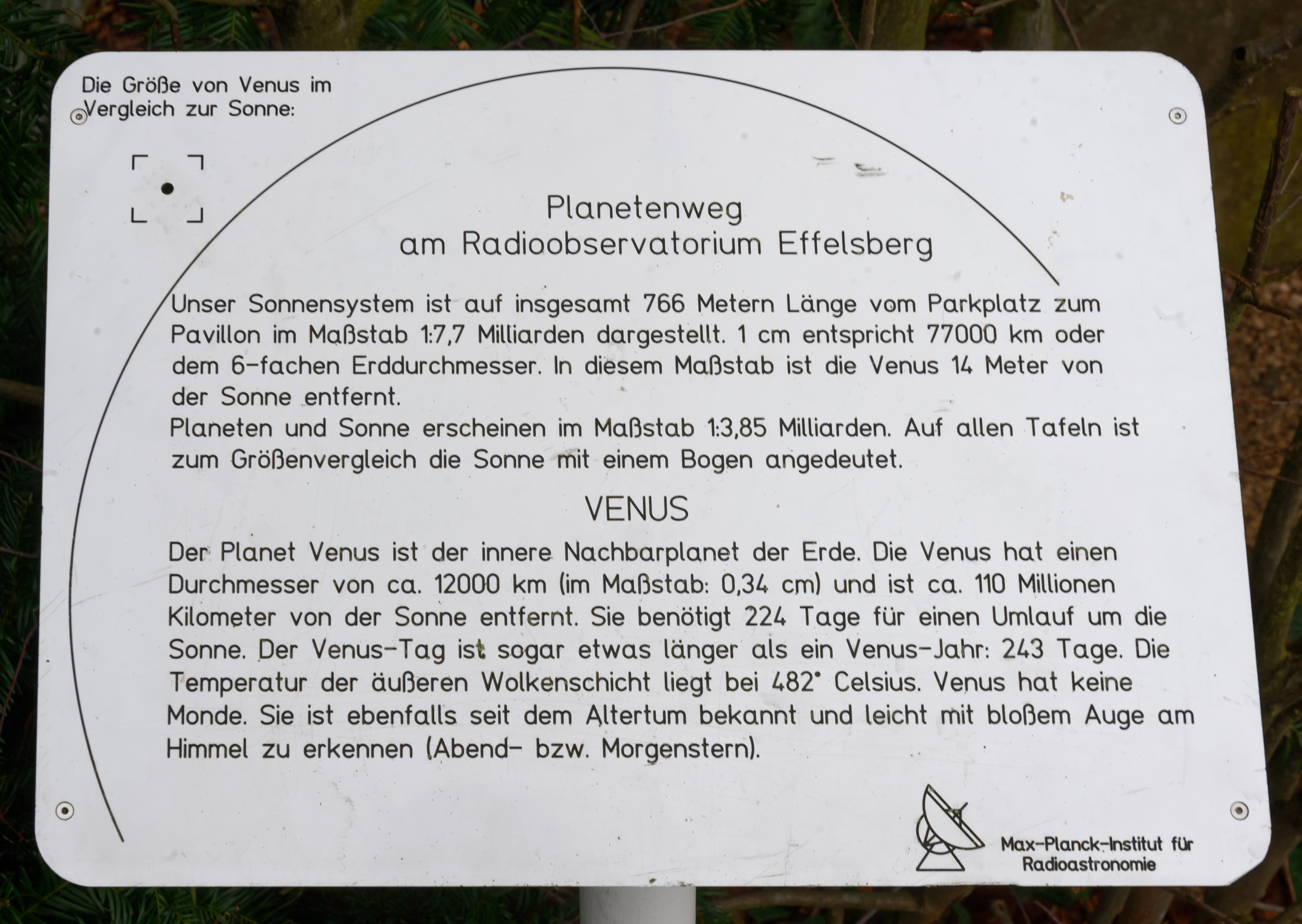
Венера
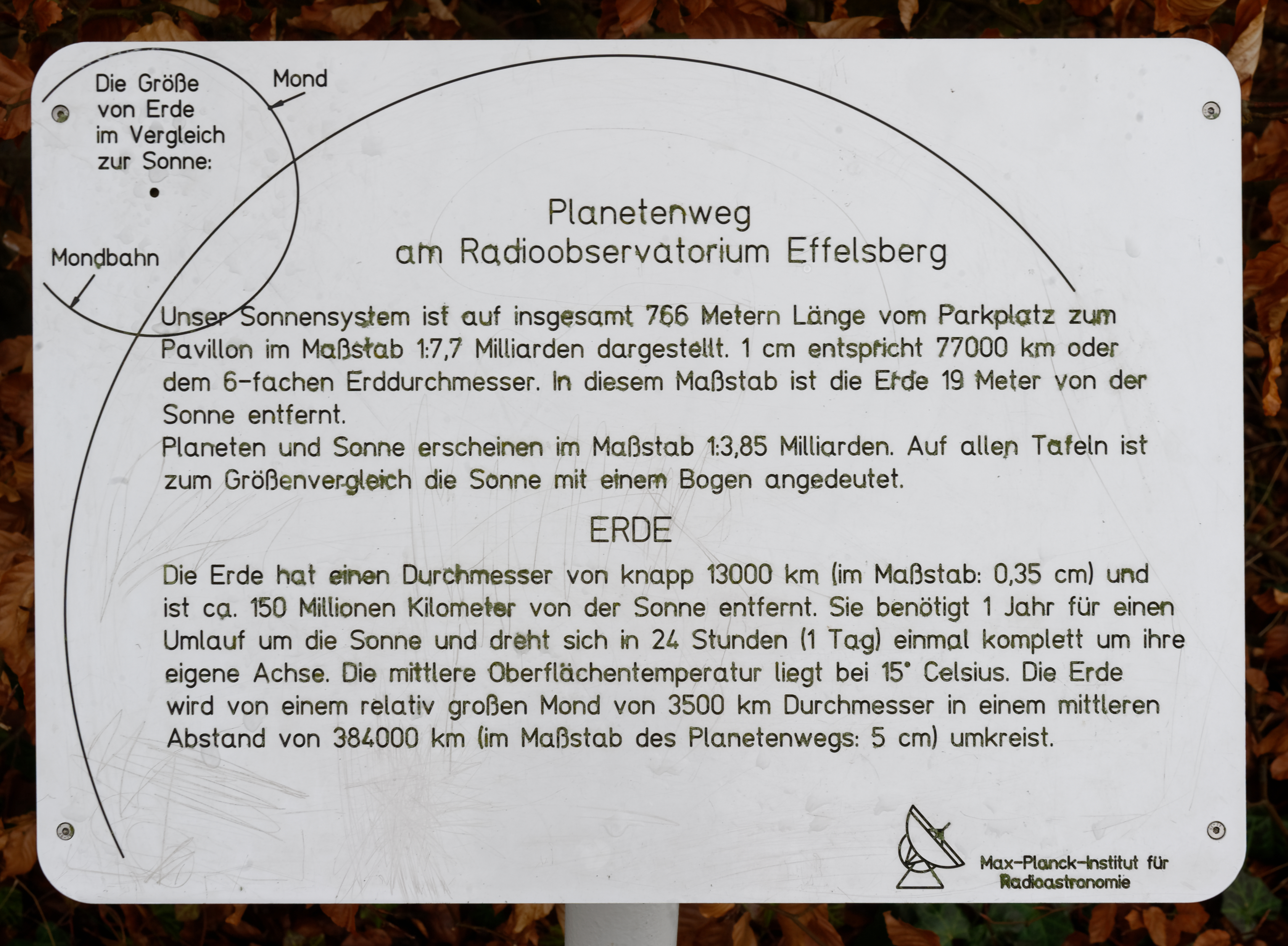
Земля
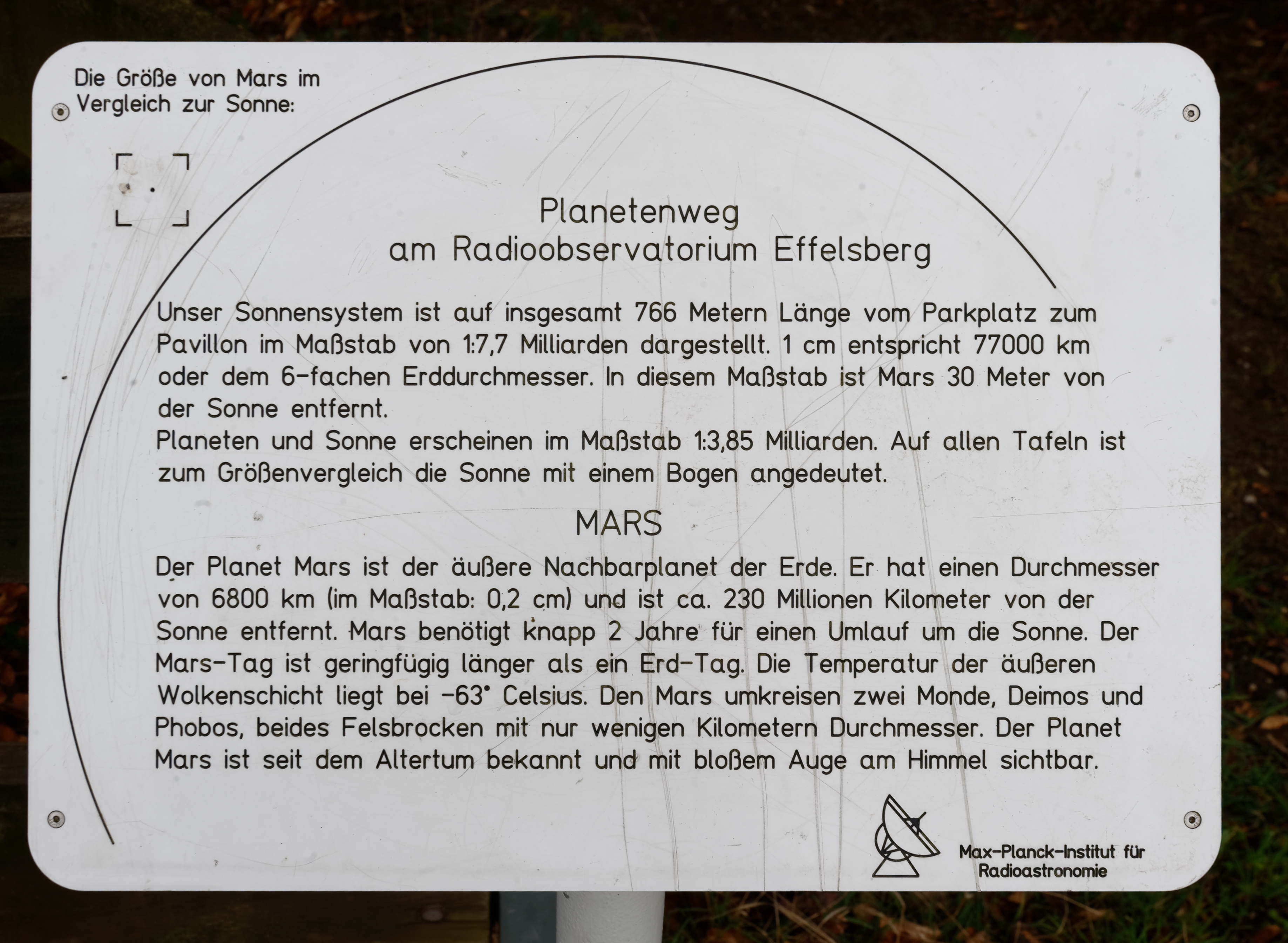
Марс
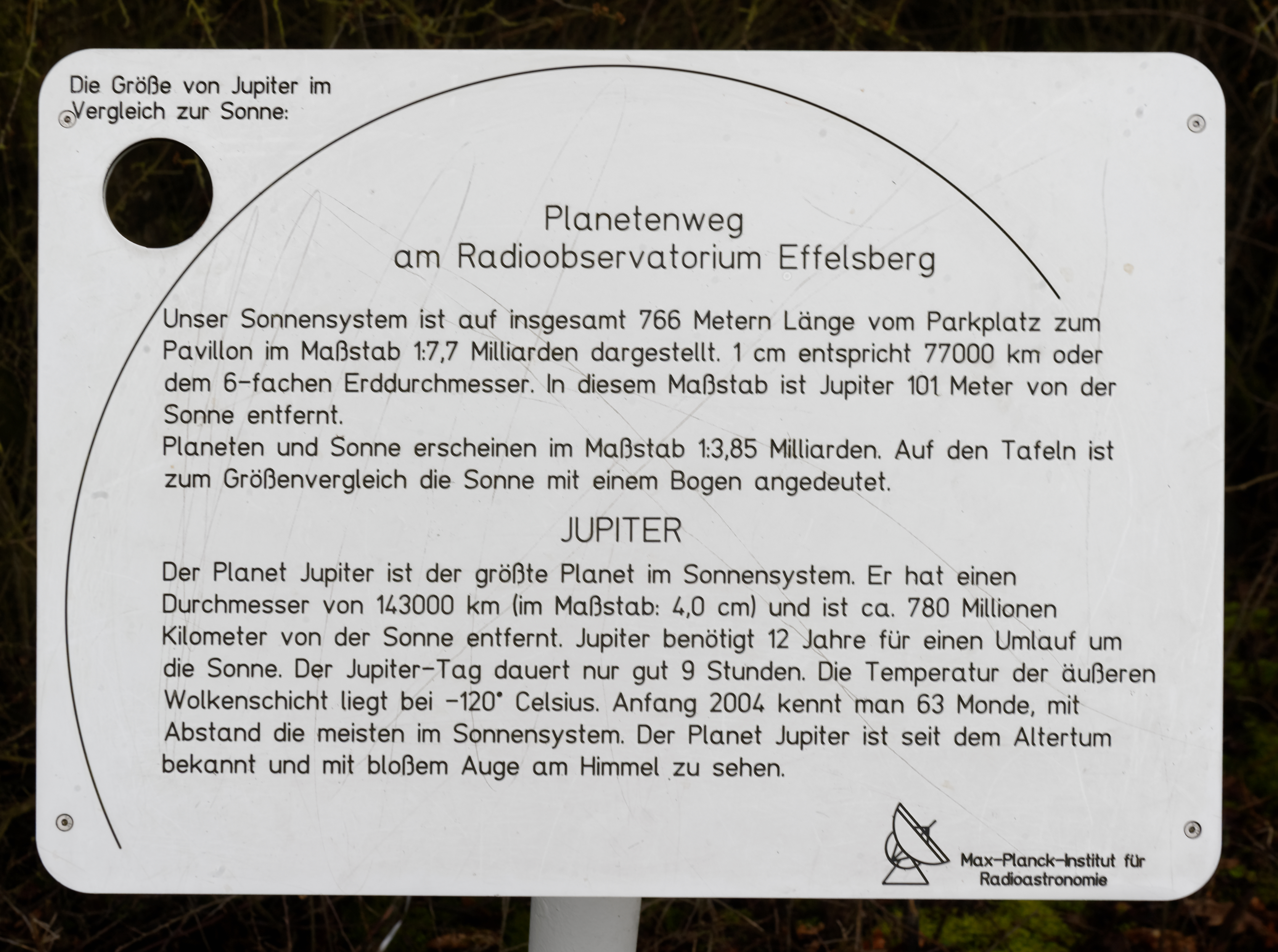
Юпитер
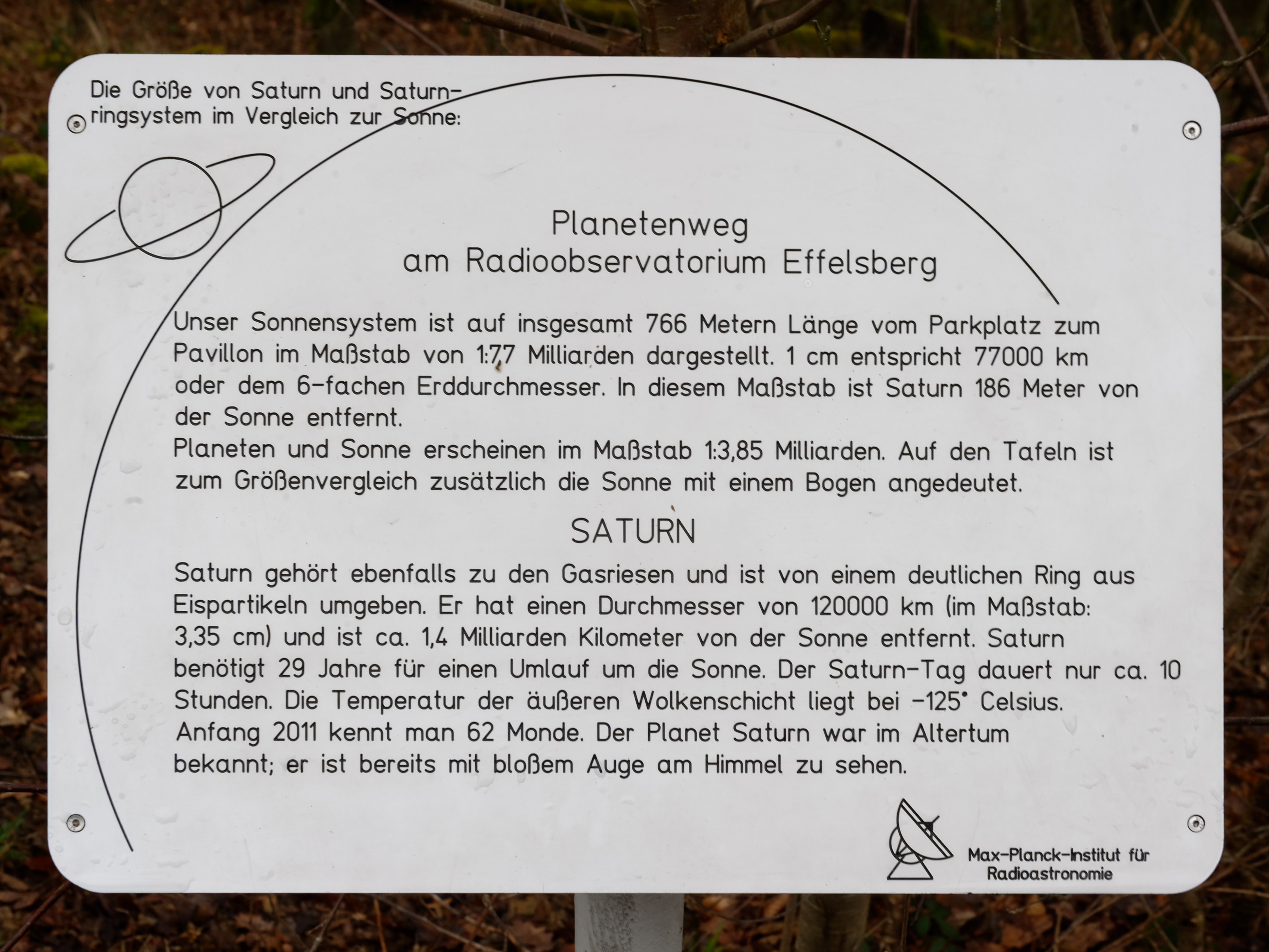
Сатурн
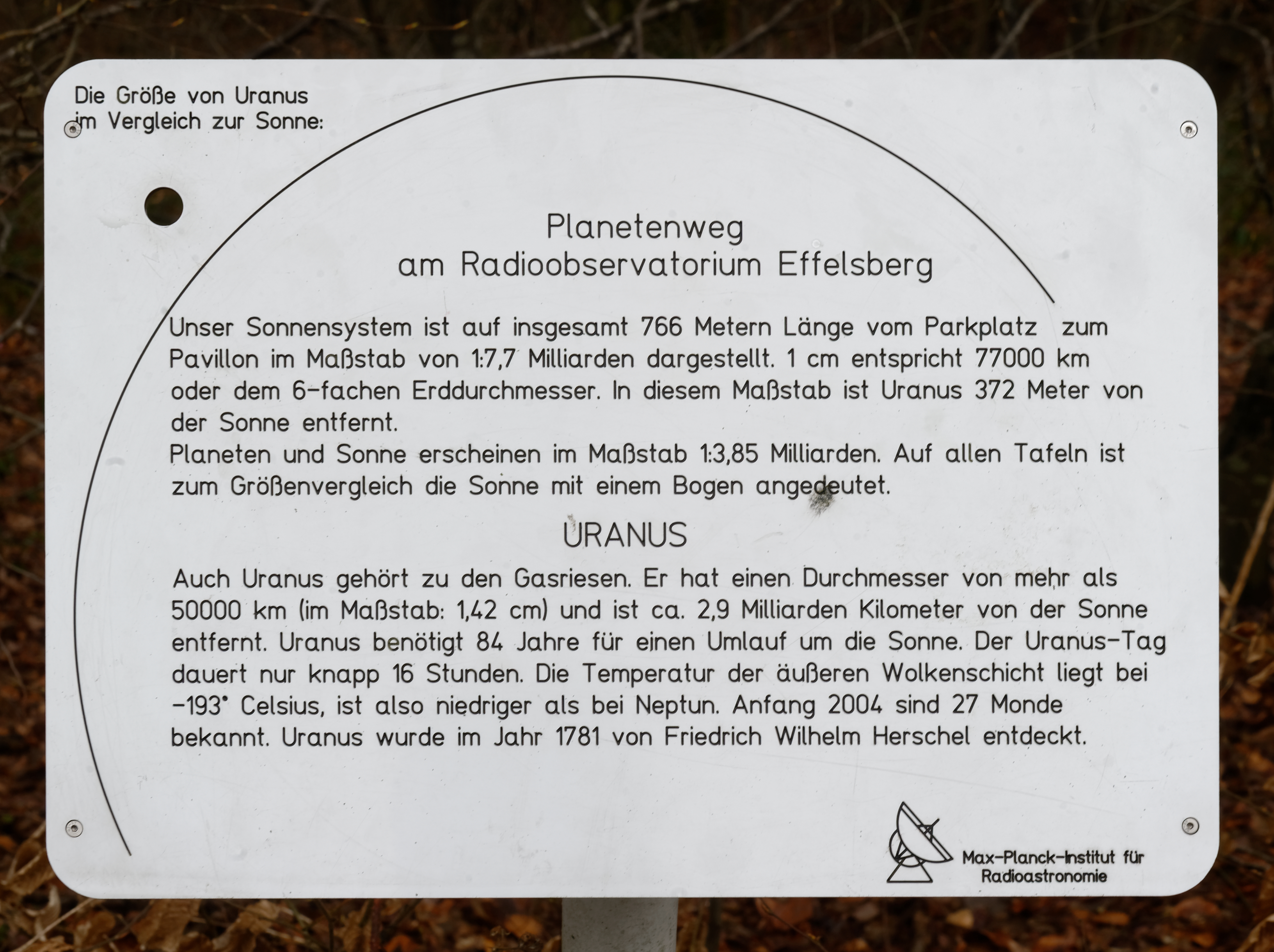
Уран
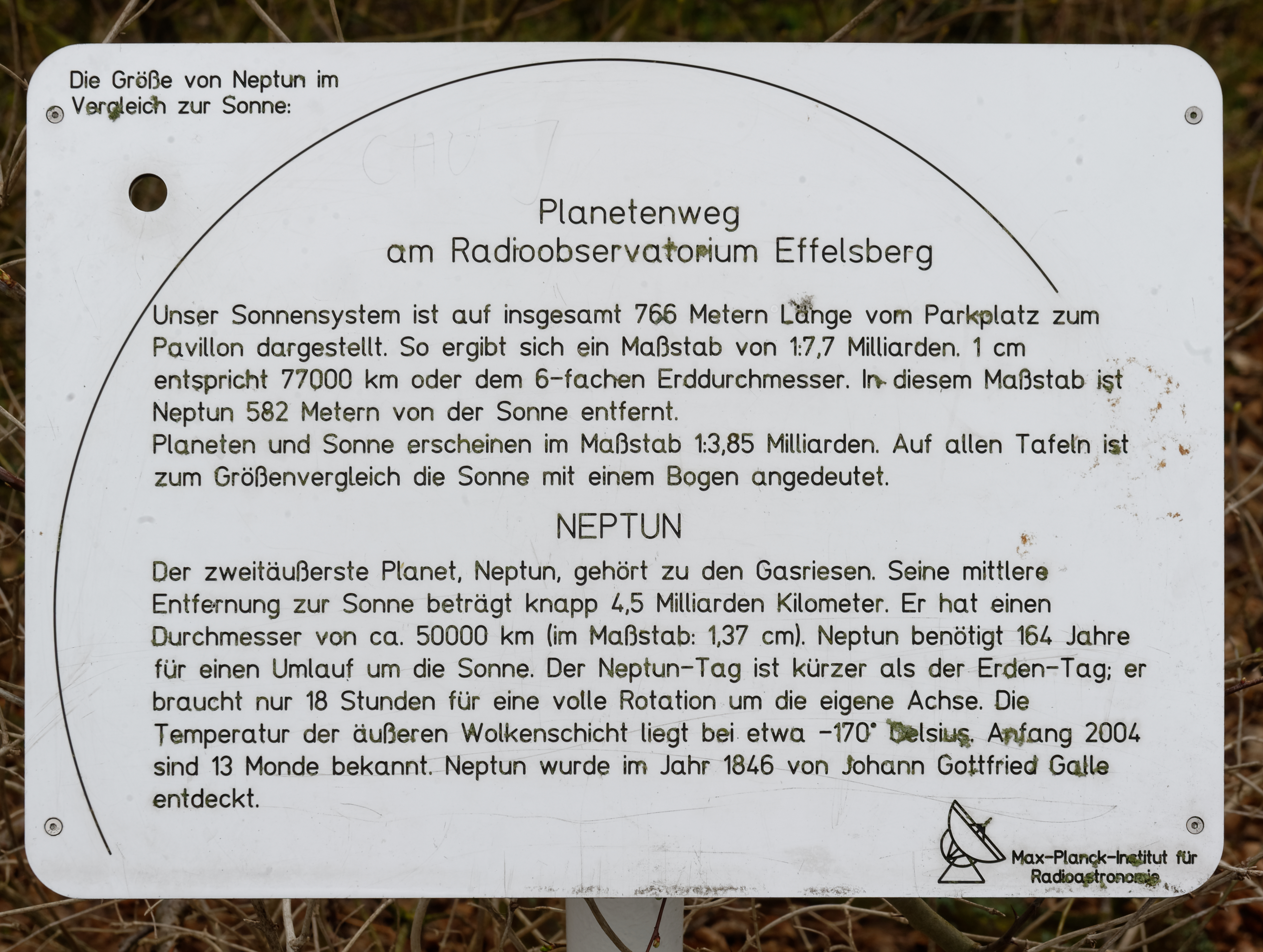
Нептун
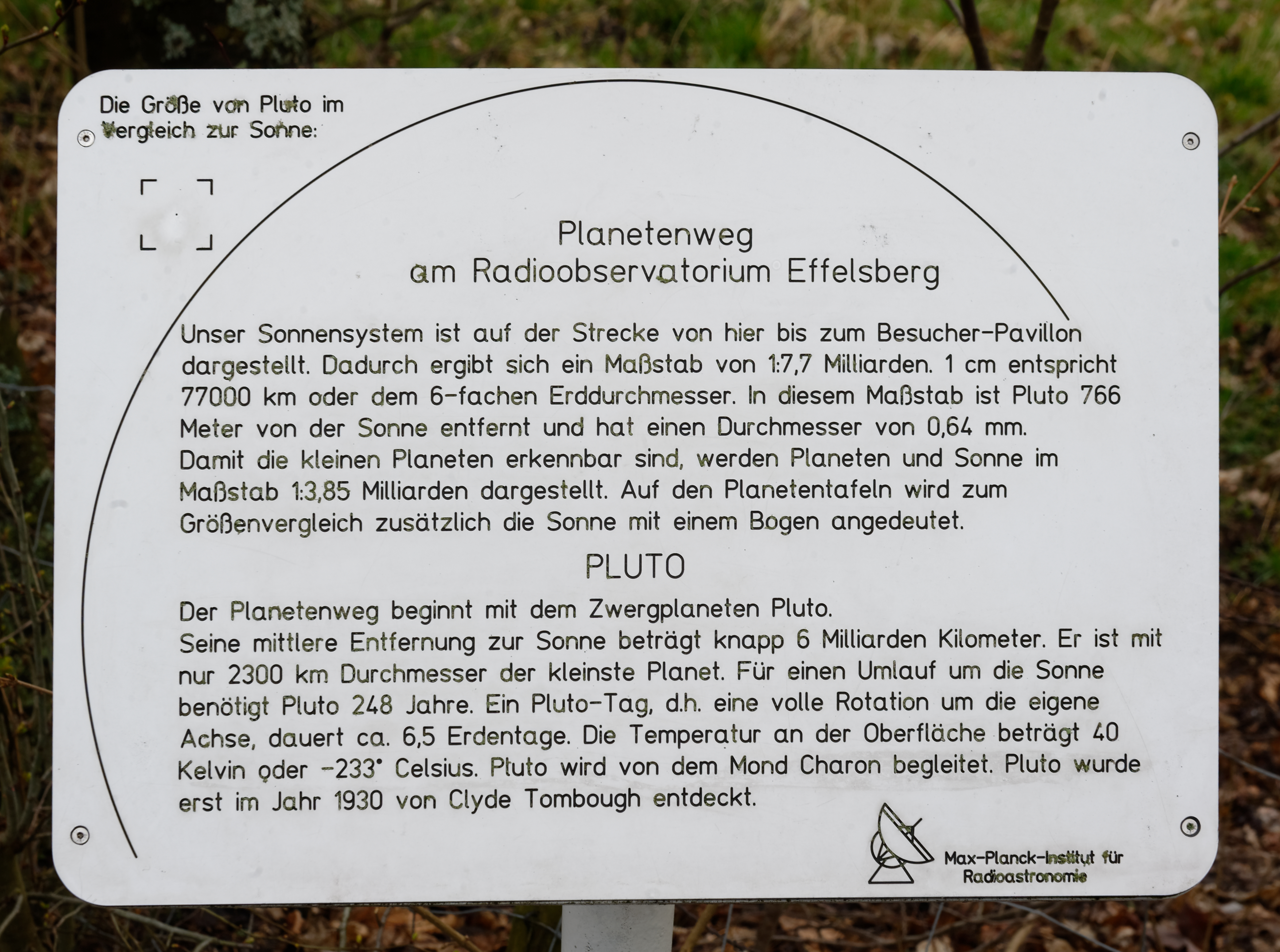
Плутон